# 道路構造令
道路構造令（どうろこうぞうれい）は、道路法第30条第1項および第2項の規定に基づき、道路を新設し、または改築する場合における道路の構造の一般的技術的基準を定めた政令である。法令番号は昭和45年政令第320号、1970年（昭和45年）10月29日に公布され、翌1971年（昭和46年）4月1日に施行された。

## 規定事項

### 道路の区分
道路の区分は、道路の種類、計画交通量（交通容量）、地域や地形の状況から決められるものである。これにより、道路の基本構造、つまり設計速度や線形、設計基準交通容量や車線数、車道部や路肩などの幅員構成が決定されてくる。
道路は第3条により、第1種から第4種までに区分される。
| 区別                           | 地方部 | 都市部 |
| ------------------------------ | ------ | ------ |
| 高速自動車国道、自動車専用道路 | 第1種  | 第2種  |
| その他                         | 第3種  | 第4種  |

- 具体的には、第2種は都市高速道路（首都高速や阪神高速など）や都市部の高速自動車国道、第1種はそれ以外の高速道路、第4種は主に都市計画道路（街路）、第3種はそれ以外の一般的な道路。

第1種から第4種について、更に以下のように区分される。
ただし、地形の状況その他の特別の理由によりやむを得ない場合においては、第1種第4級・第2種第2級・第3種第5級・第4種第4級である場合（最も低い級である場合）を除き、該当する級の1級下の級に区分することができる。

#### 第1種
第3条第2項により、第1種は第1級から第4級までに区分される。
| 種類               | 地形   | 計画交通量 (台/日) | 計画交通量 (台/日) | 計画交通量 (台/日) | 計画交通量 (台/日) |
| 種類               | 地形   | 30,000以上         | 20,000 〜30,000    | 10,000 〜20,000    | 10,000未満         |
| ------------------ | ------ | ------------------ | ------------------ | ------------------ | ------------------ |
| 高速自動車国道     | 平地部 | 第1級              | 第2級              | 第2級              | 第3級              |
| 高速自動車国道     | 山地部 | 第2級              | 第3級              | 第3級              | 第4級              |
| 高速自動車国道以外 | 平地部 | 第2級              | 第2級              | 第3級              | 第3級              |
| 高速自動車国道以外 | 山地部 | 第3級              | 第3級              | 第4級              | 第4級              |

#### 第2種
第3条第2項により、第2種は第1級から第2級までに区分される。
| 種類               | 地区               | 地区           |
| 種類               | 大都市の都心部以外 | 大都市の都心部 |
| ------------------ | ------------------ | -------------- |
| 高速自動車国道     | 第1級              | 第1級          |
| 高速自動車国道以外 | 第1級              | 第2級          |

#### 第3種
第3条第2項により、第3種は第1級から第5級までに区分される。
| 種類       | 地形   | 計画交通量 (台/日) | 計画交通量 (台/日) | 計画交通量 (台/日) | 計画交通量 (台/日) | 計画交通量 (台/日) |
| 種類       | 地形   | 20,000以上         | 4,000 〜20,000     | 1,500 〜4,000      | 500 〜1,500        | 500未満            |
| ---------- | ------ | ------------------ | ------------------ | ------------------ | ------------------ | ------------------ |
| 一般国道   | 平地部 | 第1級              | 第2級              | 第3級              | 第3級              | 第3級              |
| 一般国道   | 山地部 | 第2級              | 第3級              | 第4級              | 第4級              | 第4級              |
| 都道府県道 | 平地部 | 第2級              | 第2級              | 第3級              | 第3級              | 第3級              |
| 都道府県道 | 山地部 | 第3級              | 第3級              | 第4級              | 第4級              | 第4級              |
| 市町村道   | 平地部 | 第2級              | 第2級              | 第3級              | 第4級              | 第5級              |
| 市町村道   | 山地部 | 第3級              | 第3級              | 第4級              | 第4級              | 第5級              |

#### 第4種
第3条第2項により、第4種は第1級から第4級までに区分される。
| 種類       | 計画交通量 (台/日) | 計画交通量 (台/日) | 計画交通量 (台/日) | 計画交通量 (台/日) |
| 種類       | 10,000以上         | 4,000 〜10,000     | 500 〜4,000        | 500未満            |
| ---------- | ------------------ | ------------------ | ------------------ | ------------------ |
| 一般国道   | 第1級              | 第1級              | 第2級              | 第2級              |
| 都道府県道 | 第1級              | 第2級              | 第3級              | 第3級              |
| 市町村道   | 第1級              | 第2級              | 第3級              | 第4級              |

### 横断面の構成
道路の横断面の構成要素である、車道・中央帯・路肩・停車帯・自転車道・自転車歩行者道・歩道・植樹帯・副道・軌道敷を、道路の区分により標準的な幅員を定める。設計する道路の交通機能や空間機能に応じて、横断面の構成要素の組み合わせと総幅員の両方の観点から幅員を決定する。第5条から第12条にかけて。

#### 幅員
道路構造令では、幅員を構成する車道・歩道・路肩・中央帯など、それぞれの構成要素ごとに標準値が定められている。道路の総幅員は、構成要素それぞれ必要な幅員を確保し、各構成要素の合計値で決められる。現道を改良する場合は、限られた総幅員の中で最も重要視される機能を踏まえて、構成要素の幅員が調整される。
車道の幅員は、車両の物理的幅を必要条件として、走行速度に対する余裕幅が十分条件として定めている。具体的には、普通自動車の幅を2.5 mとし、すれ違いに必要な余裕幅25 cmを加算して、車線の最小幅を2.75 mと定め、車線を有する最下層の道路区分である第3種第4級・第4種第3級の道路が確保する値としている。一方、設計速度が高い道路では、大型車の混入割合によって異なるものの、すれ違いや追い越しを安全に行うために十分な余裕幅がさらに必要になることから、道路区分ごとに車線幅が決められている。例えば、走行速度80 km/hを越えるような高速走行の道路では、車道幅員を7 m以上（3.5 m×2）としている。また、車線を持たない1車線道路（第3種第5級・第4種第4級）では、乗用車相互のすれ違いや消防活動を考慮して4 mと定められている。
歩道や自転車道の幅員は、車両が通行する空間と同様に歩行者や自転車などが通行するために、物理的に必要とする幅を必要条件として定め、これに一定の余裕幅を加えたものを占有幅としている。具体的には代表的な占有幅として、歩行者が0.75 m、自転車・車椅子が1.0 mとしている。実際の歩道の幅員決定のプロセスは、歩行者交通量が多い歩道の幅員の場合、歩行者2人と車椅子2台の占有幅を合わせて3.5 mとし、その他の歩道では車椅子2台がすれ違い可能な幅として2.0 m以上を確保するものとしている。また、歩行者交通量が多い自転車歩行者道の場合は、自転車2台と車椅子2台がすれ違いできる幅として4.0 m、その他の自転車歩行者道では自転車1台と車椅子2台分の占有幅を合わせた3.0 mとしている。歩道の幅は通行に必要とする幅員に加えて、バス停や信号待ちによって通行者の妨げにならない空間も必要であり、商業地内などの歩道においては、十分条件である滞留機能や賑わいなどの空間機能の歩行者空間を、歩行者通行空間の幅員に付け加えることが望まれている。自転車道は、対向する自転車どうしがすれ違い可能な幅員として2 m以上を確保するものとしている。

#### 車線数
車線数は、道路構造令で定められた設計基準交通量と、計画交通量との対比で決定される。設計基準交通量は、統一した基準値が設けられており、道路の種級区分ごとに2車線とする場合と、4車線以上とする場合の値が定められている。車線数決定の流れは、計画交通量が設計基準交通量以下である場合は往復2車線、設計基準交通量以上となる場合は4車線以上になる。往復車線合わせて偶数値とすることが基本であるが、片方向のみ交通量が多く差異が特に大きい場合は、奇数値車線とすることがある。

### 設計速度
設計速度とは、自動車が安全かつ快適に走行できる速度とされており、実際の道路の制限速度のことではない。通常は制限速度の決定に使用されることはないが、ごく限られた状況では使用されることがある。
- 一般道路での制限速度の決定には道路の区分ごとに算出された実勢速度を使用しており、設計速度は使用していない。ただし、一般道路において70 km/hまたは80 km/hの制限速度を指定する場合に限り、原則として設計速度60 km/h以上を要件としている。

- 高速道路（高速自動車国道および自動車専用道路）では、2009年までは設計速度を制限速度の上限としていた。2009年に設計速度の要件が廃止されたが、その後も110 km/hまたは120 km/hの制限速度を設定する場合に限り、原則として設計速度120 km/hを要件としている。100 km/h以下では設計速度の要件は廃止されており、設計速度は使用していないが、速度規制の際に道路構造を評価する手段である「構造適合速度」の算出には曲線半径などの要素で道路構造令の規定を参考にしており、設計速度が低い区間では曲線や勾配などの条件が厳しいことが多く、規制側の判断次第であるが、制限速度も低くなることも多い。
  - 自動車専用道路では高速自動車国道に並行する一般国道自動車専用道路・国土交通大臣指定に基づく高規格幹線道路（一般国道の自動車専用道路）であっても設計速度は100 km/hが上限であるため、設計速度の要件がある110 km/h以上の制限速度の指定は事実上できない。
- インターチェンジ、サービスエリア等の出入路については、設計速度が40 km/h以上となるよう要請した上で、原則として設計速度と同じ速度に設定している。ジャンクションは設計速度及び関連道路等の規制速度を勘案して決定している。

道路構造令における道路の種類や等級区分に従って設計速度が決められており、高速道路や一般道路の別、各等級ごとに細かく規定されている。道路設計の基礎とする自動車の速度である設計速度は、第13条により、道路の区分に応じて下表の設計速度の欄の左欄に掲げる値（太字）とする。ただし、地形の状況等、特別の理由によりやむを得ない場合においては、高速自動車国道である第1種第4級の道路を除き、同表の設計速度の欄の右欄に掲げる値（細字）とすることができ、区分で規定されている設計速度より緩い基準が採用される。
例えば、第1種第1級であれば設計速度は120 km/hであるが、やむを得ない場合においては特例値である100 km/hとすることもできる。また、やむを得ない場合は1級下の級（第1種第2級）に区分することができるため、この場合は100 km/hであり、特例値を採用した場合は80 km/hとなる。したがって、このような道路では設計速度は120・100・80 km/hのいずれかとなる。同様の道路において、山地部であると判断すれば第1種第2級であるから、設計速度は100・80・60 km/hである。
| 区分                               | 区分                               | 設計速度                           | 設計速度                           |
| 高速自動車国道または自動車専用道路 | 高速自動車国道または自動車専用道路 | 高速自動車国道または自動車専用道路 | 高速自動車国道または自動車専用道路 |
| ---------------------------------- | ---------------------------------- | ---------------------------------- | ---------------------------------- |
| 第1種（地方部）                    | 第1級                              | 120 km/h                           | 100 km/h                           |
| 第1種（地方部）                    | 第2級                              | 100 km/h                           | 80 km/h                            |
| 第1種（地方部）                    | 第3級                              | 80 km/h                            | 60 km/h                            |
| 第1種（地方部）                    | 第4級                              | 60 km/h                            | 50 km/h（自専道のみ）              |
| 第2種（都市部）                    | 第1級                              | 80 km/h                            | 60 km/h                            |
| 第2種（都市部）                    | 第2級                              | 60 km/h                            | 50 km/h、40 km/h                   |
| 一般道路                           |                                    |                                    |                                    |
| 第3種（地方部）                    | 第1級                              | 80 km/h                            | 60 km/h                            |
| 第3種（地方部）                    | 第2級                              | 60 km/h                            | 50 km/h、40 km/h                   |
| 第3種（地方部）                    | 第3級                              | 60 km/h、50 km/h、40 km/h          | 30 km/h                            |
| 第3種（地方部）                    | 第4級                              | 50 km/h、40 km/h、30 km/h          | 20 km/h                            |
| 第3種（地方部）                    | 第5級                              | 40 km/h、30 km/h、20 km/h          |                                    |
| 第4種（都市部）                    | 第1級                              | 60 km/h                            | 50 km/h、40 km/h                   |
| 第4種（都市部）                    | 第2級                              | 60 km/h、50 km/h、40 km/h          | 30 km/h                            |
| 第4種（都市部）                    | 第3級                              | 50 km/h、40 km/h、30 km/h          | 20 km/h                            |

- 特別な事例として、新東名高速道路（御殿場JCT - 浜松いなさJCT）は第1種第1級に区分されており、道路構造令上の設計速度は120 km/hとされるが、実際にはこの表にはない設計速度140 km/hを担保した設計となっている。
- 副道の設計速度は40 km/h、30 km/h、または20 km/hとされる。

### 線形
線形は、地形や地域との調和、連続性や平面・縦断線形との調和、視覚的検討、交通の安全性と円滑性・快適性、建設費・維持管理などの経済性、施工上の条件、地質・地形などの制約条件などを第14条から第25条にかけて総合的に勘案し決定する。
線形は平面的に見た平面線形と、縦断的に見た縦断線形（いわゆる勾配）の組み合わせにより決まる。平面線形は直線・円・緩和曲線、縦断線形は直線・縦断曲線により構成されており、安全性と円滑性に重要な影響をもたらしている。道路を設計する際に決められた設計速度と大きく関係しており、設計速度の高い道路ほどカーブの半径Rを大きくし、坂も緩やかなものにしなければならない。

#### 曲線半径・勾配
カーブや勾配の大きさは、物理学で用いられる計算式によって算出される。道路の曲線半径Rの場合、自動車の走行速度・質量によって働く遠心力とカーブの曲線半径の関係が釣り合うことを前提に設計され、道路の片勾配と車の自重、道路を走行する際に働く遠心力から横滑りに対するタイヤと路面の摩擦抵抗力（摩擦係数）を勘案して、道路区分の設計速度に応じた最小曲線半径が決定される。算出された曲線半径は円曲線のため、そのまま道路の直線部に擦り付けてしまうと走行中の車に急激な遠心加速度が発生してしまうことから、衝撃の少ない無理のないハンドル操作で自動車が曲がれるようにクロソイド曲線を用いて緩和区間を挿入するのが一般的である。

#### 制動停止視距・追越視距
制動停止視距とは、自動車が進行方向前方の障害物、あるいは対向車を回避するために、視認してからブレーキをかけて安全に停止できるまでの道路距離である。道路の視認性の観点で、道路構造令が定める上下歪曲限界は、制動停止視距の範囲内で、運転者の目線の高さにあたる道路の中心線上1.2 mの高さから、対象物である車線中心上にある高さ10 cmの物体の頂点を見通すことができることとしている。またカーブ区間では、道路内側の樹木などで道路の視界を損なうものがなければ、道路距離で一定の見通しを確保できるものとしている。制動停止視距の値は、運転者が対象物を視認してから制動開始に至るまでの空走距離と、制動開始から車が停止するまでの停止距離の合算値であるが、道路構造令における基準値は、湿潤状態の路面を考慮して、道路の設計速度の区分ごとに走行速度とタイヤと路面の縦すべり摩擦係数を設定し、反応時間を2.5秒と設定して基準値を算出している。
追越視距は、対向2車線の道路において、走行する自動車に追い越しの機会を与えるために、道路見通しで必要とする道路距離である。追越車が対向2車線道路の対向車線を利用して、追い越し開始から完了までに要する走行距離と、その間に対向車が走行した距離を合計した道路距離として計算される。

### その他
平面交差や立体交差、待避所、自動車駐車場、トンネル、橋・高架の道路などが定められている。

## 施策指標

### 道路改良率
道路構造令の規定に適合するように改築された道路を改良済道路と称し、その総延長の全道路延長に対する比率を道路改良率という。
平成30年4月1日時点の全国一般国道における道路改良率は、92.8%である。

### 道路整備率
改良区間のうち混雑度（=交通量÷道路交通容量）1.0未満であるものの割合を道路整備率という。
平成30年4月1日時点の全国一般国道における道路整備率は、70.7%である。

## 旧・道路構造令
1971年（昭和46年）3月31日以前は旧・道路法時代からの旧・道路構造令が使われていた。
1952年（昭和27年）12月5日の新・道路法施行後も20年近く旧・道路構造令が使われていたこととなる。

### 道路構造令（大正9年）
旧・道路法制定（1919年）に伴って、その施行日である翌1920年（大正9年）4月1日に定められたのが最初の旧・道路構造令である。道路の構造設計について、日本で初めて自動車交通を想定した基準が採用されたが、当時の日本では馬車や荷車利用の交通が圧倒的に多く、旧・道路構造令でも馬車の回転半径や登坂能力を基準に、道路の曲線半径や縦断勾配が定められていた。
道路の幅員の規定値は、国道で4間（7.3 m）以上、府県道では3間（5.5 m）以上を標準とし、山岳地その他特殊場所では国道で3間（5.5 m）以上、府県道では2.5間（4.5 m）以上に縮小することができた。縦断勾配は国道で1/30（30 m進むにつき1 m上がる）、府県道では1/25、特殊な場所で1/15とした。また、曲線半径は国道・府県道とも30間（54.6 m）で、特殊な箇所では6間まで縮小できるとしており、規定値である30間は、現代の道路構造令の設計速度でいうところの40 km/hの道路とほぼ同じである。戦後に道路構造令が改められるまでの間は、馬車が道路構造に関する基準として採用され続けられた。

### 道路構造令改正（昭和33年）
最初の道路構造令の改正は、戦後の新・道路法制定から6年後の1958年（昭和33年）に初めて実施された道路構造令改正（旧・改正道路構造令、昭和33年政令第244号）である。
これまで国道や県道のように道路の行政的格付けごとに区分を定めたものを改め、交通工学的に決めた区分に基本となる設計速度を定め、道路の単位区間を区切って適用区分を定めた。
施行日は1959年（昭和34年）4月1日。
実情としては、戦後の早い段階で改正の動きは始まっており、新・道路法が施行された1952年（昭和27年）の段階で、建設省内では第二次修正案までできあがっており、現場の地方建設局へ第二次案を採用して道路工事を進めるように通達が出されていた。
| 地域   | 区分  | 設計速度 | 設計速度 | 単位区間自動車交通量ごとの道路適用区分 | 単位区間自動車交通量ごとの道路適用区分 | 単位区間自動車交通量ごとの道路適用区分 |
| 地域   | 区分  | 平地部   | 山地部   | 7000台/日以上                          | 2000台/日〜 7000台/日未満              | 2000台/日未満                          |
| ------ | ----- | -------- | -------- | -------------------------------------- | -------------------------------------- | -------------------------------------- |
| 地方部 | 第1種 | 80 km/h  | 60 km/h  | 一般国道                               | —                                      | —                                      |
| 地方部 | 第2種 | 70 km/h  | 50 km/h  | 都道府県道 市町村道                    | 一般国道 都道府県道 市町村道           | —                                      |
| 地方部 | 第3種 | 50 km/h  | 35 km/h  | —                                      | —                                      | 一般国道 都道府県道 市町村道           |
| 市街部 | 第4種 | 50 km/h  | 50 km/h  | 一般国道 都道府県道 市町村道           | 一般国道 都道府県道 市町村道           | 一般国道                               |
| 市街部 | 第5種 | 30 km/h  | 30 km/h  | —                                      | —                                      | 都道府県道 市町村道                    |

この時点では、都市間高速道路（高速自動車国道）および都市高速道路は含まれていなかったが、道路法上の道路すべての構造基準を包括するように規定を変えて、1970年（昭和45年）に2度目の道路構造令改正を施行したものが、現行の道路構造令である。